# Limnophora pandellei
Limnophora pandellei är en tvåvingeart som beskrevs av Seguy 1923. Limnophora pandellei ingår i släktet Limnophora och familjen husflugor. Arten är reproducerande i Sverige. Inga underarter finns listade i Catalogue of Life.